# Storia della nazionale di calcio della Francia

## Dalle origini agli anni 1960

### 1905-1940

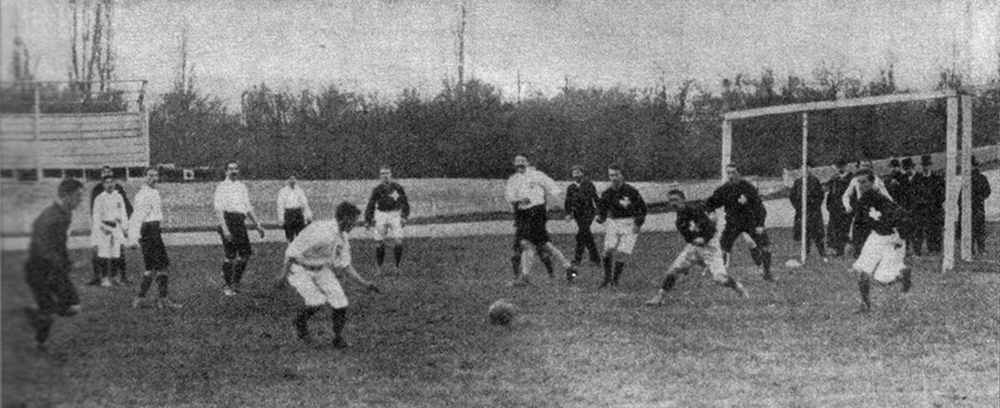
Francia- del 1905, giocata a Parigi, prima partita assoluta della nazionale elvetica

La nazionale francese di calcio venne fondata contemporaneamente alla FIFA, il 21 maggio 1904. La prima partita dei Bleus si giocò a Bruxelles contro il Belgio e terminò 3-3. L'anno seguente la Francia giocò la sua prima partita in casa l'11 dicembre 1905 contro la Svizzera al Parco dei Principi, vincendo 1-0. Tre anni più tardi, nel 1908, la Federazione francese decise di schierare due formazioni distinte (indicate convenzionalmente come Francia A e Francia B) per i Giochi olimpici di Londra. L'esperienza non fu positiva visto che entrambe le nazionali furono eliminate dalla Danimarca con due pesanti passivi (9-0 e 17-1).

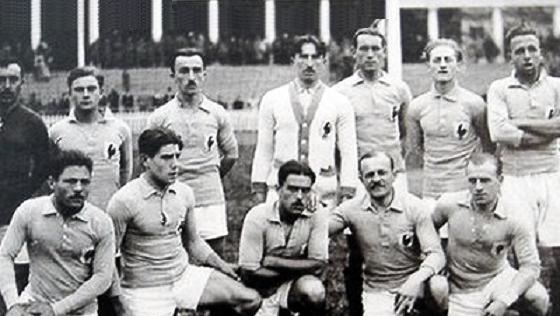
La Francia del 1920 ai Giochi olimpici in Belgio

Ai Giochi olimpici del 1920 in Belgio la Francia batté 3-1 l'Italia nei quarti di finale prima di essere sconfitta dalla Cecoslovacchia per 1-4. Quattro anni più tardi, invece, la Francia ospitò il settimo torneo olimpico, ma anche stavolta fu eliminata prima del previsto: nei quarti di finale, infatti, i Bleus persero 1-5 contro l'Uruguay futuro campione.

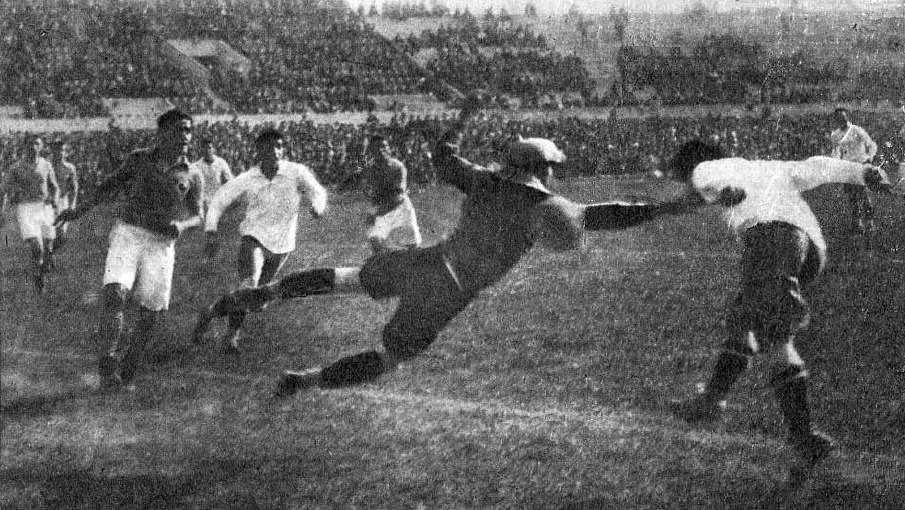
La rete di Guillermo Subiabre che eliminò la Francia dal

Nei Giochi olimpici del 1932 il calcio non faceva parte del programma, così Jules Rimet, l'allora presidente della FIFA, decise di organizzare l'edizione inaugurale del campionato mondiale di calcio per squadre nazionali maggiori maschili in Uruguay. La Francia partecipò al torneo insieme con altre tre squadre europee (Belgio, Romania e Jugoslavia) e venne inserita nell'unico girone a quattro squadre insieme con l'Argentina, il Cile e il Messico. Il 13 luglio, allo stadio Pocitos, francesi e messicani scesero in campo per la gara inaugurale del torneo, che si concluse con la schiacciante vittoria dei Bleus per 4-1. In quella partita il centrocampista francese Lucien Laurent realizzò la prima rete in assoluto nella storia dei Mondiali di calcio. A causa delle successive due sconfitte, entrambe per 1-0, contro Argentina e Cile, la Francia fu eliminata dal torneo classificandosi terza nel suo girone alle spalle degli argentini e dei cileni e davanti ai messicani.
(Lucien Laurent a proposito del suo gol, il primo nella storia dei Mondiali.)
Quattro anni dopo, la Francia si presentò al campionato del mondo 1934 in Italia con una formazione di seconda forza, capace però di esaltare la sua qualità a seconda degli avversari che incontrava. Sotto la guida dell'allenatore inglese George Kimpton, i transalpini furono eliminati agli ottavi di finale dall'Austria, vittoriosa per 3-2 ai tempi supplementari.
Le soddisfazioni non arrivarono neanche al campionato del mondo 1938 organizzato in casa: sotto la guida di Gaston Barreau, la Francia non andò oltre i quarti di finale, eliminata dall'Italia ( campione del mondo in carica) con il punteggio di 3-1.

### 1950-1960
Dopo la seconda guerra mondiale, nel 1948, i Bleus parteciparono al decimo torneo olimpico a Londra. Furono sconfitti nei quarti di finale dalla nazionale padrona di casa col punteggio di 1-0. L'anno successivo, nel 1949, la formazione transalpina mancò la qualificazione al campionato del mondo 1950, perdendo contro la Jugoslavia lo spareggio sul campo neutro di Firenze. Negli anni successivi, dal 1952 al 1954, la Francia uscì al primo turno sia alle Olimpiadi di Helsinki sia al campionato del mondo 1954.

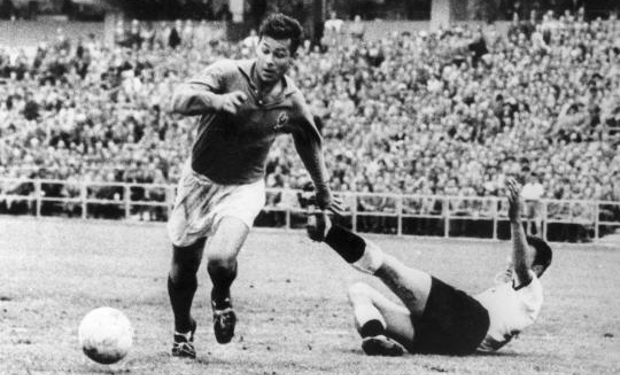
Just Fontaine in azione con i Bleus al Mondiale 1958, in cui siglò il record di reti (13) in una singola edizione della rassegna iridata

Guidata da Pierre Pibarot, la Francia fu grande protagonista al campionato del mondo 1958 e riuscì a strappare un meritato terzo posto dopo aver perso contro il Brasile in semifinale per 2-5 e vinto la finale per il terzo posto contro la Germania per 6-3. L'attaccante francese Just Fontaine concluse il torneo da capocannoniere con 13 gol, cifra che rappresenta ancora oggi un record per la fase finale di un Mondiale.
Al campionato d'Europa 1960, prima edizione della manifestazione continentale, la Francia ripeté le buone prestazioni del Mondiale di due anni prima. Tuttavia, priva dei suoi migliori elementi, come Fontaine, cadde sia in semifinale sia nella finale per il terzo posto, rispettivamente contro Jugoslavia (4-5) e Cecoslovacchia (2-0).
In seguito, i Bleus mancarono la qualificazione sia al campionato del mondo 1962 sia al campionato d'Europa 1964, ma due anni dopo, sotto la gestione di Henri Guérin, riuscirono a qualificarsi al campionato del mondo 1966. In quel torneo, i transalpini uscirono al primo turno con il bottino di un pareggio contro il Messico e due sconfitte contro l'Inghilterra padrona di casa e l'Uruguay.
Dal 1966 al 1968 si alternarono in panchina José Arribas e Jean Snella (1966-1967), Fontaine (1967) e Louis Dugauguez, ma nessuno dei citati riuscì a costruire una squadra in grado di qualificare la Francia al campionato d'Europa 1968.

## Anni 1970 e 1980

### 1968-1978: il ritorno al campionato del mondo
All'inizio degli anni settanta la Francia, allenata dapprima da Georges Boulogne (1969-1973) e poi da Kovács (1973-1975), fallì la qualificazione a ben quattro tornei consecutivi: il campionato del mondo 1970, il campionato d'Europa 1972, il campionato del mondo 1974 e il campionato d'Europa 1976.

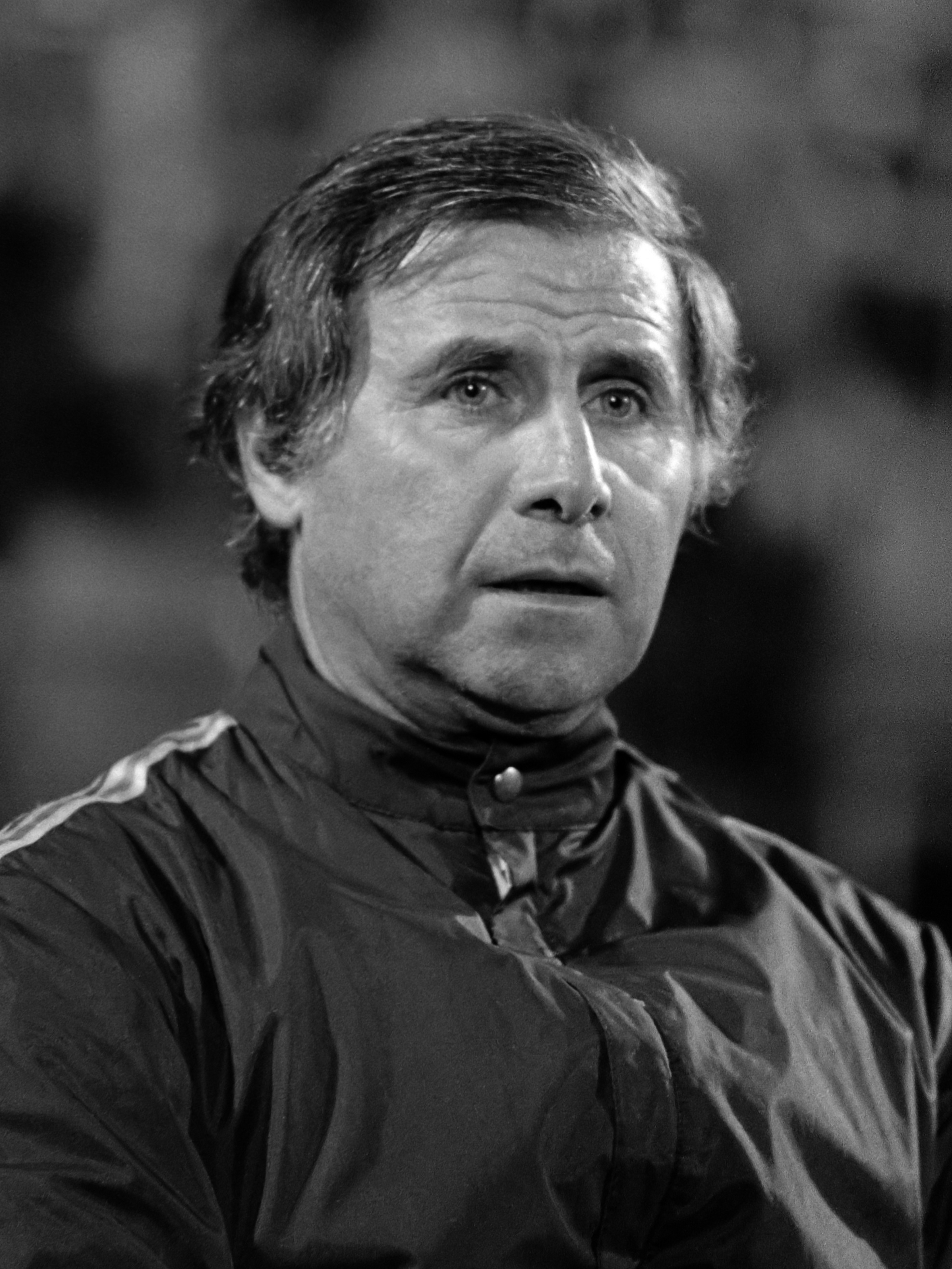
Michel Hidalgo, C.T. dal 1976 al 1984. Dopo aver riportato la Francia a giocare un Mondiale dopo dodici anni, il tecnico guidò i bleus alla vittoriosa spedizione al

A partire dal primo gennaio 1976 la nazionale francese venne affidata a Michel Hidalgo, un allenatore di grandissimo carisma amatissimo dai propri giocatori. Nel corso degli anni, il neo C.T. costruirà una delle più forti squadre di sempre, il cui gioco offensivo sempre molto spettacolare resterà impresso nella memoria con il nome di "calcio-champagne". Hidalgo già a partire dalla prima amichevole, il 27 marzo 1976 contro la Cecoslovacchia decise di puntare su un nucleo di giocatori molto giovani. Tra questi spiccava soprattutto il centrocampista Michel Platini, che di lì a qualche anno si affermerà come uno dei giocatori più forti del panorama internazionale. Nelle qualificazioni al campionato mondiale 1978, la Francia venne inserita nel girone 5 assieme a Bulgaria e Irlanda, la squadra di Hidalgo incominciò con un pareggio e una vittoria prima di incappare nella sconfitta contro gli irlandesi a Dublino. La qualificazione sembrò dunque compromessa e per i bleus si rese necessario sconfiggere la Bulgaria, nel frattempo uscita indenne dalla trasferta in Irlanda e consapevole di potersi qualificare anche con un pareggio. Il 16 novembre 1977, a Parigi, i francesi si imposero per 3-1 contro i bulgari, approdando ad un Mondiale dopo ben dodici anni.

Una fase di gioco tra e (2-1), partita valevole per la prima fase a gruppi del e conclusasi con l'eliminazione dei bleus

L'euforia per i bleus contagiò i tifosi di tutto il paese non solo per l'obbiettivo raggiunto, ma anche perché il semestre di preparazione alla fase finale del torneo fu piuttosto promettente: la squadra di Hidalgo disputò alcune amichevoli di prestigio inanellando un pareggio contro l'Italia e due vittorie contro Portogallo e Brasile. Sebbene per un certo periodo parte dell'opinione pubblica (soprattutto di sinistra) invitò tutta la squadra a boicottare il campionato del mondo 1978 in Argentina, per protesta contro il regime militare al tempo al potere nel paese sudamericano, la squadra decise ugualmente di parteciparvi e venne inserita in un girone con i padroni di casa dell'Argentina, l'Italia e l'Ungheria. Nonostante le aspettative, i transalpini vennero eliminati clamorosamente al primo turno dopo due sconfitte contro gli italiani (2-1) e gli argentini (2-1) e una vittoria contro gli ungheresi (3-1).

### 1982-1984: la prima vittoria del campionato europeo
Fu invece grande protagonista al campionato del mondo 1982. Dopo l'esordio con una sconfitta contro l'Inghilterra (3-1), la Francia superò il girone eliminatorio grazie alla vittoria sul Kuwait (4-1) e al pareggio contro la Cecoslovacchia (1-1). Durante la partita contro i kuwaitiani si segnalò l'evento più curioso di quel Mondiale. Il gol del 4-1 dei bleus, infatti, scatenò notevoli proteste in campo: i difensori del Kuwait si erano infatti fermati sentendo un fischio proveniente dagli spalti e attribuendolo erroneamente all'arbitro; Giresse, con la difesa praticamente ferma, non ebbe difficoltà a battere il portiere avversario. Lo sceicco Fahad Al-Ahmed Al-Jaber Al-Sabah (presidente della KFA) scese però in campo per contestare la decisione arbitrale: in seguito alla minaccia di ritiro della squadra dal campo, l'arbitro sovietico Stupar decise dunque di annullare il gol (anche se il match finì lo stesso 4-1 per i galletti). Superata la seconda fase a gruppi battendo l'Austria di misura (0-1) e travolgendo l'Irlanda del Nord (4-1), la Francia approdò in semifinale contro la Germania Ovest. La partita, passata alla storia come la Notte di Siviglia, vide una sofisticata e tattica Francia cadere di fronte alla concretezza dei tedeschi, vittoriosi per 5-4 alla lotteria dei rigori (la prima nella storia del campionato mondiale) dopo il 3-3 dei tempi supplementari.

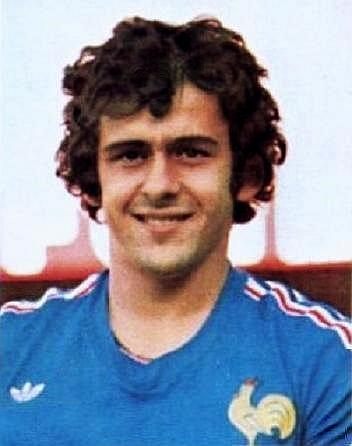
Michel Platini, protagonista del primo trionfo della Francia al, fu anche CT della nazionale francese dal 1988 al 1992

Due anni dopo fu il turno del campionato d'Europa 1984, organizzato proprio in terra transalpina. I bleus nutrivano fondate speranze di vittoria, motivate dal buon Mondiale disputato due anni prima, dall'avere una squadra sì giovane ma ricca di elementi di talento, e dal vantaggio di giocare la manifestazione in casa, col tifo transalpino a supporto. All'esordio, i padroni di casa sconfissero di misura la Danimarca per 1-0 grazie ad una rete di Platini. Il capitano dei galletti realizzò poi ben due triplette consecutive nelle vittorie contro Belgio (5-0) e Jugoslavia (3-2), impresa unica per le fasi finali di questa manifestazione. In semifinale, la sfida tra Francia e Portogallo (terminata 1-1 dopo novanta minuti) si risolse ai supplementari (3-2), e il gol partita venne realizzato ad un minuto dal termine ancora da Platini. Le Roi si ripeté anche nella finale contro la Spagna, calciando una punizione poco irresistibile che entrò in porta solo per l'errore del portiere Arconada. Poi negli ultimi minuti il raddoppio di Bellone completò il trionfo francese. Oltre a conquistare il primo titolo europeo, la Francia si affermò, nella persona di Platini, anche nella classifica capocannonieri: il capitano francese, infatti, andò a segno in tutte le gare, per un totale di 9 reti (record assoluto nella fase finale degli Europei) in 5 presenze, e a fine anno mise le mani sul suo secondo Pallone d'oro consecutivo.

### 1984-1988: il bronzo mondiale

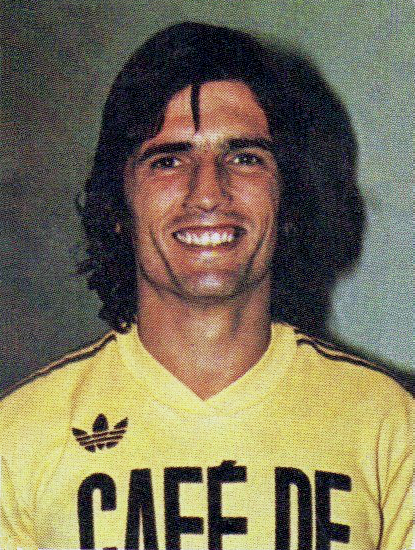
Henri Michel, dapprima giocatore e in seguito C.T. della Francia, che guidò al terzo posto al Mondiale di

Dopo la vittoria del primo titolo europeo, Hidalgo lasciò la panchina della Francia che venne affidata a Henri Michel. La squadra riuscì a qualificarsi al campionato del mondo 1986, venendo inserita in un girone comprendente Unione Sovietica, Ungheria e Canada. Dopo la vittoria di misura contro i canadesi grazie alla rete di Papin, i bleus pareggiarono 1-1 contro i sovietici prima di ottenere il secondo posto del girone con la vittoria per 3-0 contro gli ungheresi.
Agli ottavi le reti per tempo di Platini e Stopyra eliminarono l'Italia, campione del mondo uscente, mentre nei quarti furono decisivi i rigori, dopo l'1-1 dei supplementari, per avere la meglio sul Brasile. In semifinale, tuttavia, i bleus furono sconfitti come quattro anni prima dalla Germania Ovest al termine di una partita condizionata da alcuni errori arbitrali (come il gol annullato a Platini per inesistente fuorigioco). Rimase comunque la finale per il terzo posto, in cui la Francia piegò il Belgio per 4-2.
Il mondiale messicano del 1986 segnò la fine di una generazione di talenti che molti osservatori ritenevano irripetibile. Dopo quella edizione della coppa del mondo lasciarono la nazionale Dominique Rocheteau, Maxime Bossis e Alain Giresse e, un anno più tardi, quando già erano iniziate - male - le qualificazioni per l'europeo del 1988, anche Platini. La fine del precedente ciclo fu troppo brusca e per la selezione francese si aprì una fase buia. La squadra di Henri Michel fallì malamente, nonostante fosse campione d'Europa in carica, la qualificazione a Euro 1988, piazzandosi terza in un girone comprendente anche Unione Sovietica, Germania Est, Islanda e Norvegia, con un bilancio di una vittoria, 4 pareggi e 3 sconfitte.

## Anni 1990

### 1988-1994: le fallimentari gestioni Platini e Houllier
Il 22 ottobre 1988 fu istituito ad hoc il ruolo di sovrintendente per la nazionale francese, affidato al presidente del Bordeaux Claude Bez, il quale indicò in Michel Platini il nuovo commissario tecnico nel novembre 1988. L'ex fuoriclasse della Juventus non fu in grado di qualificare la squadra per il campionato del mondo 1990. La selezione francese fu, infatti, eliminata già nella fase preliminare, piazzandosi terza nel proprio raggruppamento alle spalle di Jugoslavia e Scozia e davanti a Norvegia e Cipro, con 3 vittorie, 3 pareggi e 2 sconfitte in 8 partite. Malgrado l'esito negativo delle qualificazioni al campionato mondiale del 1990, Platini fu confermato e guidò la Francia ad un'autorevole qualificazione al campionato d'Europa 1992 in Svezia. L'obbiettivo fu centrato con ben 8 vittorie in altrettante partite giocate nel girone comprendente anche Cecoslovacchia, Spagna, Islanda e Albania, con un bilancio di 20 gol fatti e solo 6 subiti. Dal 29 aprile 1989 al 20 novembre 1991 la squadra conseguì ben 19 risultati utili consecutivi, che nel 1991 valsero a Platini il premio di allenatore dell'anno da parte del mensile inglese World Soccer. Nonostante la campagna di qualificazione a Euro 1992 facesse ben sperare, Platini attuò un modello di gioco prettamente difensivo, senza molta creatività in campo, e non riuscì dunque a sfruttare il potenziale delle sue stelle offensive (Cantona e Papin). Nella fase finale in Svezia, la Francia non riuscì a vincere nessuna partita. Ottenne due pareggi contro i padroni di casa (1-1) e l'Inghilterra (0-0) e una sconfitta (2-1) contro la ripescata Danimarca, futura vincitrice del torneo.
Nello stesso giorno in cui la FIFA assegnò alla Francia il campionato del mondo 1998, Platini rassegnò le dimissioni di C.T. e fu sostituito da Gérard Houllier, deciso a rilanciare la squadra.
La gestione del nuovo tecnico iniziò il 26 agosto 1992 con una sconfitta per 0-2 in amichevole contro il Brasile a Parigi. Un mese dopo iniziarono le qualificazioni al campionato del mondo 1994, che per i francesi partirono con il piede sbagliato, stante la sconfitta per 2-0 in casa della Bulgaria. Seguirono, tuttavia, sette partite senza sconfitte per i transalpini, contro Svezia, Finlandia e Austria, con Éric Cantona, Jean-Pierre Papin e Laurent Blanc sugli scudi. La vittoria contro Israele parve assicurare la qualificazione al Mondiale statunitense, ma nelle due partite conclusive del girone accadde l'imponderabile. Nella partita del Parco dei Principi contro gli israeliani, gli uomini di Houllier furono sconfitti per 2-3, subendo due gol nel finale di gara, ma la contemporanea vittoria per 4-1 dei bulgari contro l'Austria mise i francesi nelle condizioni di ottenere, con un pari nell'ultima partita al Parco dei Principi, la certezza di disputare la fase finale del Mondiale. L'ultimo incontro del girone vide i francesi sfidare proprio i bulgari, costretti alla vittoria per scalzare gli avversari dal primo posto e qualificarsi al Mondiale a loro spese. Le marcature furono aperte da Cantona al 31', ma pochi minuti dopo Emil Kostadinov riportò il punteggio in parità. Nella ripresa Houllier parve intenzionato a non perdere l'incontro più che a vincerlo, facendo arretrare nettamente il baricentro della propria squadra, ma la tattica non pagò: un gol in contropiede di Kostadinov nei minuti conclusivi del match consegnò ai bulgari la qualificazione e spezzò le gambe ai padroni di casa, che al fischio finale si ritrovarono fuori dal Mondiale. Contestato ferocemente da pubblico e stampa, Houllier fu esonerato e sostituito dal suo vice, Aimé Jacquet.

### 1994-1998: l'era Jacquet e il primo trionfo al campionato del mondo

Aimé Jacquet (primo da sinistra), tecnico del titolo iridato al, qui all'esordio sulla panchina della nell'amichevole di Napoli contro l'

Nel 1994 la panchina della nazionale fu affidata Aimé Jacquet, che negli anni passati aveva conquistato tre campionati francesi alla guida del Bordeaux. Il neo C.T. rinnovò la squadra in vista del campionato d'Europa 1996 in Inghilterra lasciando fuori dal progetto alcuni veterani della vecchia gestione (Papin, Ginola) e promuovendo titolari giocatori più giovani come Éric Cantona (a cui Jacquet stesso affidò la fascia di capitano). La Francia cominciò molto bene il nuovo ciclo, ottenendo, il 16 febbraio, una vittoria in amichevole allo Stadio San Paolo di Napoli contro l'Italia futura vice-campione del mondo. I buoni risultati continuarono anche dopo la squalifica di Cantona che, nel gennaio 1995, si rese protagonista di un brutto episodio: durante Crystal Palace-Manchester United, il centrocampista francese colpì con un calcio in stile kung-fu un tifoso del Palace, Matthew Simmons, che lo aveva pesantemente insultato. 

L'undici titolare francese allo stadio San Paolo di Napoli nel corso del match amichevole vinto contro l' (0-1) nel 1994; nella foto anche Deschamps (secondo inginocchiato da sinistra) che erediterà dopo meno di un anno la fascia di capitano di Cantona (quarto inginocchiato da sinistra)

Con Cantona fuori rosa, Jacquet si vide costretto a modificare la squadra. La fascia di capitano passò a Deschamps, mentre il ruolo in origine di Cantona fu affidato a Zinédine Zidane, un promettente centrocampista di origini algerine. Sfidando i rigurgiti dell'estrema destra e la costante ascesa di Jean-Marie Le Pen, Jacquet costruì attorno al talento di Zidane la cosiddetta "generazione d'oro", una formazione talentuosa e multietnica che aveva tra le sue file giocatori nati lontani dai confini transalpini o comunque discendenti da altri popoli. Reduce da una striscia di trenta risultati utili consecutivi (in cui spicca nelle qualificazioni anche la vittoria più larga della storia dei bleus: un 10-0 contro la selezione dell'Azerbaigian), la Francia si qualificò al campionato d'Europa 1996 in Inghilterra. Inserita in un girone con Romania, Bulgaria e Spagna, i Bleus vinsero il girone con due vittorie e un pareggio. Dopo aver sconfitto i Paesi Bassi, i transalpini conclusero la loro avventura in semifinale, uscendo di scena ai tiri di rigore contro la Rep. Ceca. Si trattava del miglior risultato della Francia dal campionato del mondo 1986 e Jacquet dichiarò di voler proseguire il progetto iniziato con quei giocatori.

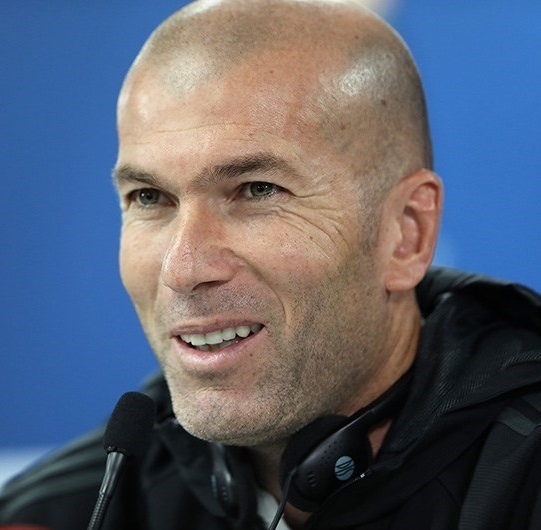
Zinédine Zidane, guida della Francia alla vittoria del campionato del mondo del 1998 e del campionato d'Europa del 2000, oltre al secondo posto al campionato del mondo del 2006

Due anni dopo la Francia fu impegnata nel campionato del mondo 1998, organizzato proprio dal paese transalpino. Nonostante un sentimento generale di diffidenza verso Jacquet, la Francia riuscì a superare brillantemente il primo turno. All'esordio sconfisse il Sudafrica per 3-0, poi batté 4-0 l'Arabia Saudita ed infine si prese la sua rivincita sulla Danimarca, che l'aveva eliminata al campionato d'Europa 1992, sconfiggendola per 2-1. Un golden gol di Blanc, il primo in assoluto nella storia del calcio, permise ai padroni di casa di eliminare il Paraguay, mentre l'ostico quarto di finale contro l'Italia si decise solo ai rigori, che arrisero ai padroni di casa con il punteggio di 3-4. Nella semifinale contro la sorprendente Croazia, la Francia, dopo essere passata in svantaggio all'inizio della ripresa, ribaltò il risultato con una doppietta di Thuram e si qualificò per la finale contro il Brasile campione del mondo uscente.
Il 12 luglio, giorno della finale allo Stade de France, la Francia travolse i brasiliani per 3-0: in vantaggio di due gol già alla fine del primo tempo grazie a due reti di testa di Zidane, i francesi non soffrirono neanche dopo l'espulsione di Desailly e suggellarono la vittoria con un gol di Petit all'ultimo minuto di gioco. La Francia divenne così la settima Nazionale ad alzare la Coppa del Mondo. Un trionfo raggiunto, secondo la critica, attraverso una solida difesa che in sette partite concesse soltanto due reti (un record che continua a resistere fino ad oggi). A seguito delle polemiche precedenti al torneo mondiale, Jacquet si dimise dopo la storica vittoria e fu nominato direttore tecnico nazionale della FFF; alla conduzione della Nazionale francese gli succedette il suo allenatore in seconda Roger Lemerre. A fine anno il fuoriclasse Zidane, tra i protagonisti del successo di Parigi, vinse il Pallone d'oro, diventando il quarto giocatore francese ad aggiudicasi tale riconoscimento.

## Anni 2000

### 2000-2002: il doppio trionfo all'europeo e alla Confederations Cup

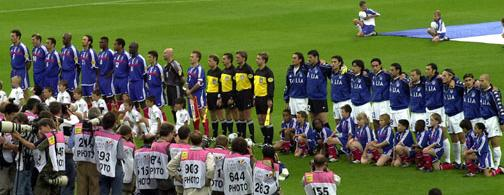
La Francia schierata in campo con l', prima della vittoriosa finale del campionato europeo del 2000

Sotto la guida di Lemerre, la Francia campione del mondo in carica si qualificò al campionato d'Europa 2000 in Belgio e Paesi Bassi molto facilmente vincendo il proprio girone di qualificazione con 6 vittorie, 3 pareggi ed una sola sconfitta La squadra era praticamente la stessa che aveva vinto il campionato del mondo due anni prima e quindi era una delle favorite per la vittoria finale del campionato d'Europa. Nella fase a gironi ottenne due vittorie contro Danimarca (3-0) e Rep. Ceca (1-2) e una sconfitta contro i Paesi Bassi padroni di casa (2-3), chiudendo seconda nel suo girone alle spalle degli olandesi.
Ai quarti di finale i transalpini sconfissero la Spagna per 2-1 con i gol di Zidane e Djorkaeff: nei minuti finali, la Roja sprecò l'occasione di riaprire la partita fallendo un rigore con Raúl (che calciò il pallone sopra la traversa). In semifinale la Francia strappò il passaggio del turno al Portogallo solo nei tempi supplementari: dopo l'1-1 dei regolamentari (Nuno Gomes per i portoghesi e Henry per i francesi), Zidane realizzò dal dischetto, dopo le veementi proteste lusitane, il golden gol del 2-1, trascinando la Francia in finale. Il 2 luglio, a Rotterdam, andò in scena l'ultimo atto del torneo, dove la Francia ritrovò l'Italia, in cerca di vendetta per la sconfitta ai rigori al mondiale di due anni prima. La partita rimase celebre perché i transalpini, passati in svantaggio all'inizio del secondo tempo, riuscirono a pareggiare solo al quarto minuto di recupero con Wiltord, per poi raddoppiare nel secondo tempo supplementare con il golden gol di Trezeguet, che interruppe l'incontro e valse alla Francia il secondo titolo continentale, oltre ad uno storico double Mondiale-Europeo. Dopo questo trionfo, Deschamps annunciò il proprio ritiro dalla nazionale e Desailly ne divenne capitano.

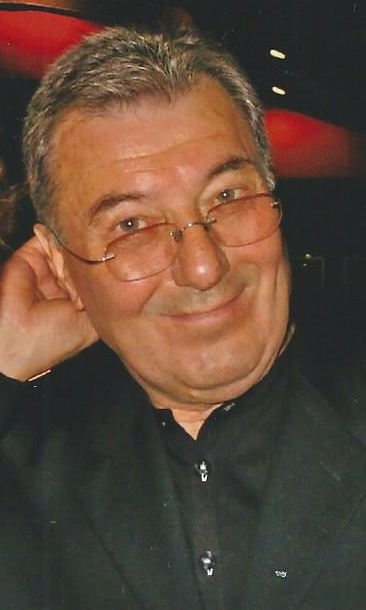
Roger Lemerre centrò uno storico double sulla panchina della Francia, vincendo il e la FIFA Confederations Cup 2001

L'egemonia dei transalpini fu sancita dalla vittoria della Confederations Cup del 2001 (primo alloro nella competizione). Nella gara d'esordio, gli uomini di Lemerre sconfissero i padroni di casa della Corea del Sud per 5-0. Dopo la sconfitta contro l'Australia (1-0) arrivò la seconda vittoria contro il Messico (5-0), che sancì il passaggio del turno e la vittoria del girone. In semifinale la Francia superò il Brasile per 2-1, mentre in finale bastò il gol di Vieira per sconfiggere il Giappone (1-0) e vincere la coppa. Grazie a questo successo la Francia diventò la prima squadra nella storia del calcio a conquistare tutti e quattro i principali trofei per nazionali di calcio maggiori e minori.
Ciononostante la striscia di successi si arrestò prima del previsto. Al campionato del mondo 2002, infatti, data per grande favorita alla vigilia, la Francia fu eliminata in maniera clamorosa al primo turno senza segnare alcun gol. Privi di Zidane per infortunio, i transalpini incapparono in un'imprevista sconfitta di misura contro l'esordiente Senegal (0-1). Il successivo pareggio a reti bianche contro l'Uruguay mise a rischio la qualificazione agli ottavi dei Bleus. Le speranze francesi vennero riposte dunque nell'ultimo incontro con la Danimarca. Per l'occasione, Lemerre decise di rischiare l'impiego di Zidane, che non aveva recuperato pienamente dall'infortunio, schierandolo dal primo minuto contro i danesi. Tuttavia la squadra transalpina disputò una brutta partita e perse per 2-0, uscendo clamorosamente nella fase ai gironi del Mondiale a causa dell'ultimo posto nel proprio raggruppamento, con un solo punto e nessuna rete siglata, a fronte di tre subite. Ancora oggi si tratta del risultato peggiore di una nazionale campione del mondo in carica in tutti i mondiali di calcio disputati finora. L'eliminazione dei campioni del mondo fece enorme scalpore e a pagarne le conseguenze fu Lemerre, il quale venne esonerato un mese dopo.

### 2002-2004: la seconda Confederations Cup
Il Mondiale nippocoreano aveva posto fine alla generazione d'oro francese che aveva dominato il palcoscenico mondiale dal 1998 fino ai primi anni duemila. Per il dopo-Lemerre fu chiamato in causa Jacques Santini, fresco vincitore del campionato francese alla guida dell'Olympique Lione. Questi decise di rinnovare la squadra ricostruendola con l'innesto di alcuni giovani promettenti. Il nuovo ciclo partì nel migliore dei modi, con la conquista della Confederations Cup 2003 disputata in casa. Dopo aver superato il proprio girone battendo Colombia, Giappone e Nuova Zelanda, i padroni di casa sconfissero la Turchia in semifinale e in seguito si aggiudicarono la finale contro il Camerun con il golden gol di Henry, aggiudicandosi così per la seconda volta il trofeo, dopo il successo di due anni prima. La vittoria fu dedicata al calciatore camerunense Marc-Vivien Foé, deceduto per attacco cardiaco durante la semifinale del torneo.
Candidata alla vittoria del campionato d'Europa 2004 in Portogallo, la Francia, qualificatasi al torneo in scioltezza con otto vittorie in otto partite nelle eliminatorie, partì col piede giusto e vinse il proprio girone, battendo l'Inghilterra in rimonta all'esordio (2-1) e la Svizzera (1-3) e pareggiando 2-2 contro la Croazia. Nei quarti di finale, tuttavia, fu sorprendentemente battuta per 1-0 dalla Grecia, la quale, confermando l'ottima forma atletica, avrebbe poi clamorosamente vinto il torneo. La sconfitta contro i greci segnò addii importanti, come il capitano Marcel Desailly e Bixente Lizarazu.

### 2004-2008: il secondo posto al mondiale del 2006

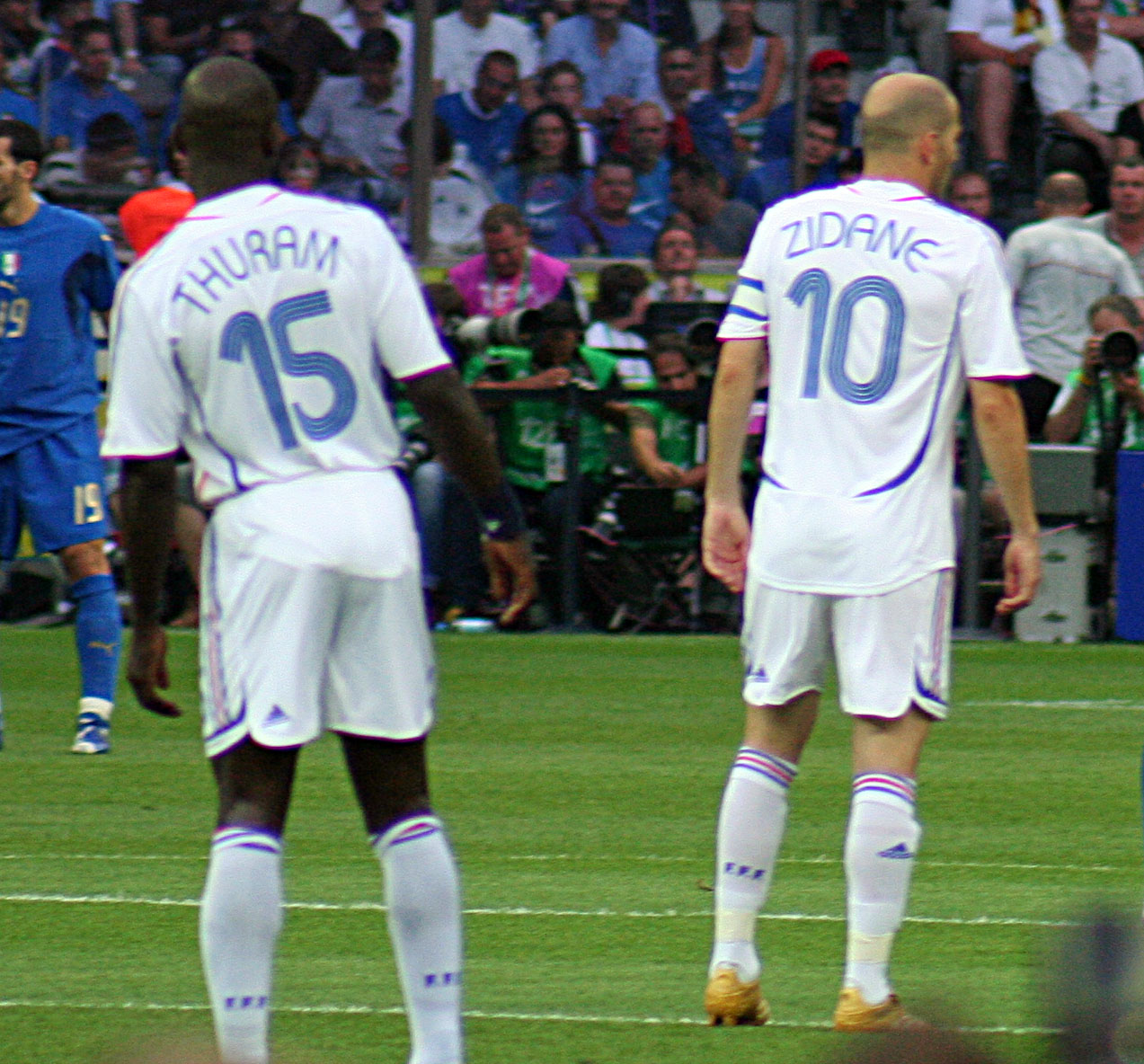
Thuram e Zidane durante la finale del campionato mondiale di calcio 2006 persa contro l'

Chiuso il ciclo Santini, la federcalcio francese affidò la panchina della nazionale a Raymond Domenech, già tecnico dell'Under-21 francese. La Nazionale, orfana di Zidane, Thuram e Makélélé (che avevano annunciato il ritiro dopo Euro 2004), iniziò le qualificazioni al mondiale 2006 al di sotto delle aspettative. Domenech, dunque, richiamò i tre giocatori e grazie al loro contributo la Francia riuscì a centrare l'agognata qualificazione. 

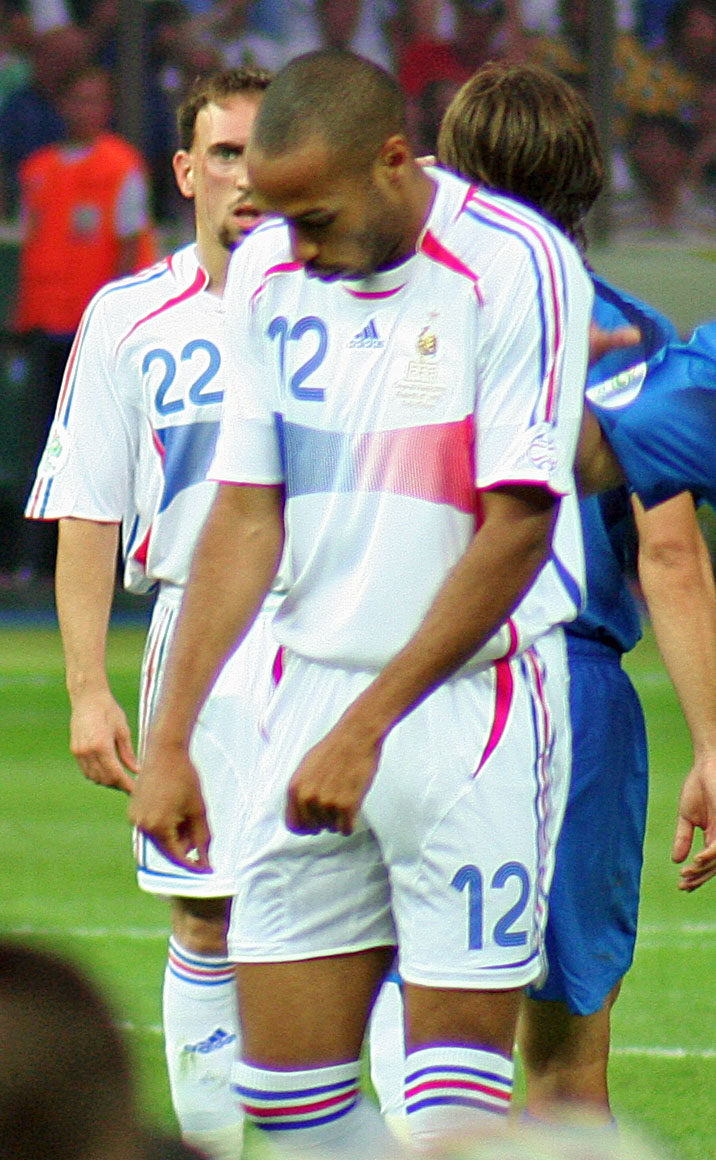
Thierry Henry, secondo miglior marcatore della storia della Francia con 51 reti

Nonostante un diffuso scetticismo e voci su uno spogliatoio diviso a causa della cattiva gestione dei giocatori da parte di Domenech, la Francia fu grande protagonista al campionato del mondo 2006 in Germania. Dopo i due pareggi contro Svizzera (0-0), Corea del Sud (1-1), la formazione transalpina batté il Togo (0-2) e si qualificò per gli ottavi di finale. Contro il Togo, Lilian Thuram superò Marcel Desailly e divenne il primatista assoluto di presenze con la maglia della Nazionale francese. Dopo aver battuto in rimonta la Spagna (3-1), Zidane e compagni si ritrovarono faccia a faccia contro il Brasile campione del mondo in carica in una riedizione della finale del campionato 1998. La partita fu vinta di misura dalla Francia con una rete di Thierry Henry. Con lo stesso risultato si concluse anche la semifinale: un gol di Zidane su calcio di rigore contro il Portogallo consegnò ai francesi l'accesso alla finale di Berlino contro l'Italia. La partita più attesa terminò con il risultato di 1-1 con gol di Zidane su rigore e pareggio di Materazzi nel primo tempo. Durante i tempi supplementari, Zidane fu espulso a causa di una testata a Materazzi dopo uno scambio di offese, chiudendo di fatto la propria carriera da giocatore. Poi, ai rigori, ebbe la meglio l'Italia, che trasformò in gol tutti e cinque i calci di rigore, mentre per i francesi fu decisivo l'errore di Trézeguet, il cui tiro si stampò sulla traversa.

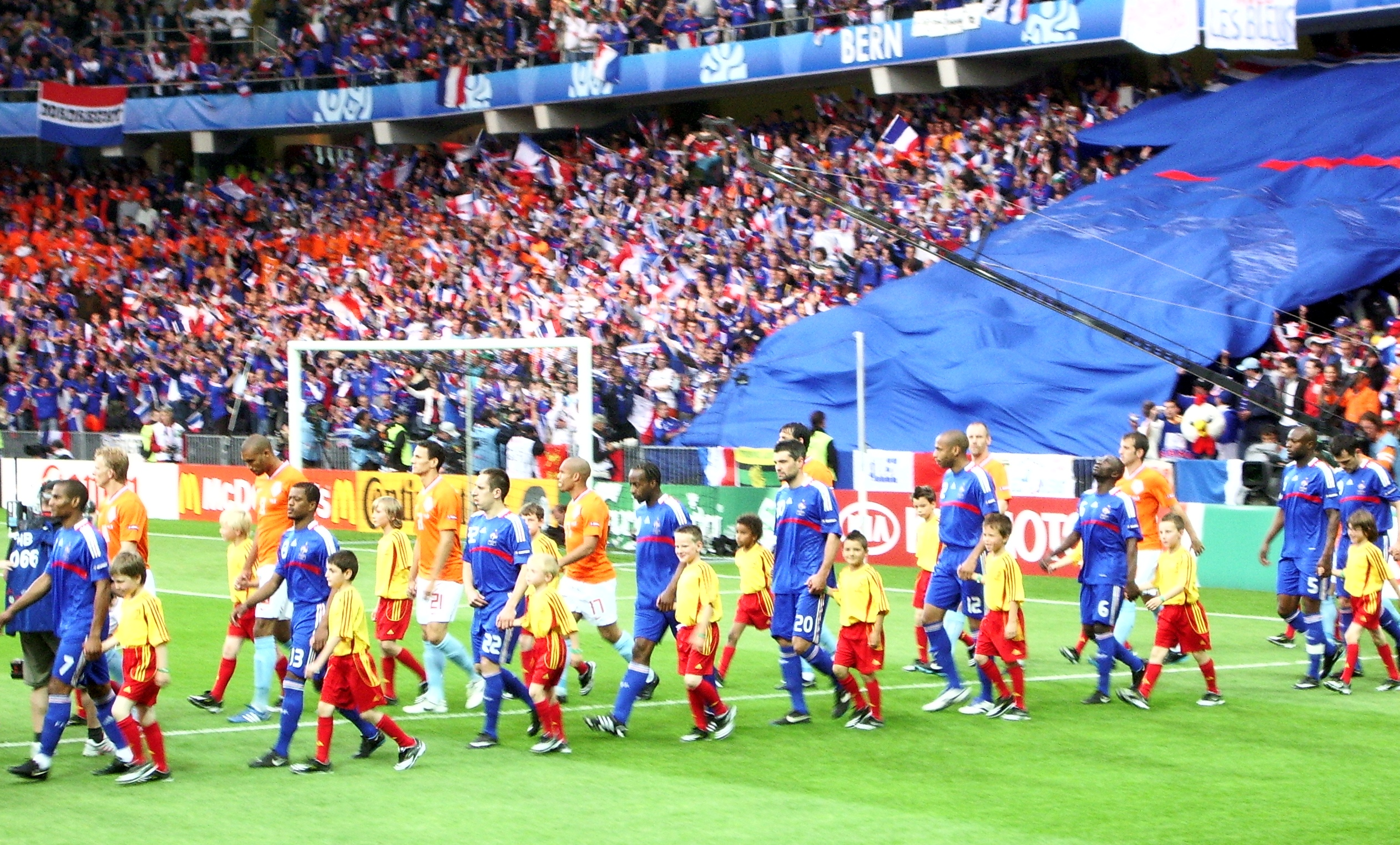
L'ingresso di Francia e per la partita della fase a gironi del campionato d'Europa 2008, conclusasi per gli uomini di Domenech con una sonora sconfitta per 4-1

Priva di Zidane, ma con una rosa praticamente invariata rispetto al 2006, la Francia vice-campione del mondo ripartì con tre vittorie consecutive, compresa quella per 3-1 contro l'Italia nelle qualificazioni al campionato europeo 2008. Nonostante un calo nelle successive gare, tra cui una sconfitta inaspettata contro la Scozia, la formazione transalpina riuscì comunque a qualificarsi al campionato d'Europa 2008 come seconda del proprio girone di qualificazione alle spalle degli azzurri. Per i francesi si trattò della settima qualificazione consecutiva alla fase finale di un campionato europeo, dopo quelle del 1960, 1984, 1992, 1996, 2000 e 2004. Durante le qualificazioni, in occasione di Francia-Lituania (2-0), Thierry Henry divenne il miglior marcatore della storia della Francia, superando il precedente record di Michel Platini. Nella fase finale del campionato d'Europa, inserita nel girone C con Romania, Paesi Bassi ed Italia, la Francia di Domenech disattese le aspettative rivelandosi solo una lontana parente dell'arcigna squadra arrivata in finale ai precedenti campionati del mondo: dopo l'esordio a reti bianche contro i rumeni, i francesi incapparono in due pesanti sconfitte contro gli olandesi (4-1) e gli italiani (2-0), chiudendo all'ultimo posto il proprio raggruppamento con un solo gol fatto e ben sei subiti. Nonostante quell'indecorosa uscita, Domenech fu riconfermato tra la disapprovazione generale, mentre Lilian Thuram (il giocatore con il record di presenze) e Claude Makélélé si congedarono dalla nazionale dopo anni di militanza.

## Anni 2010

### 2010-2012: spedizioni deludenti

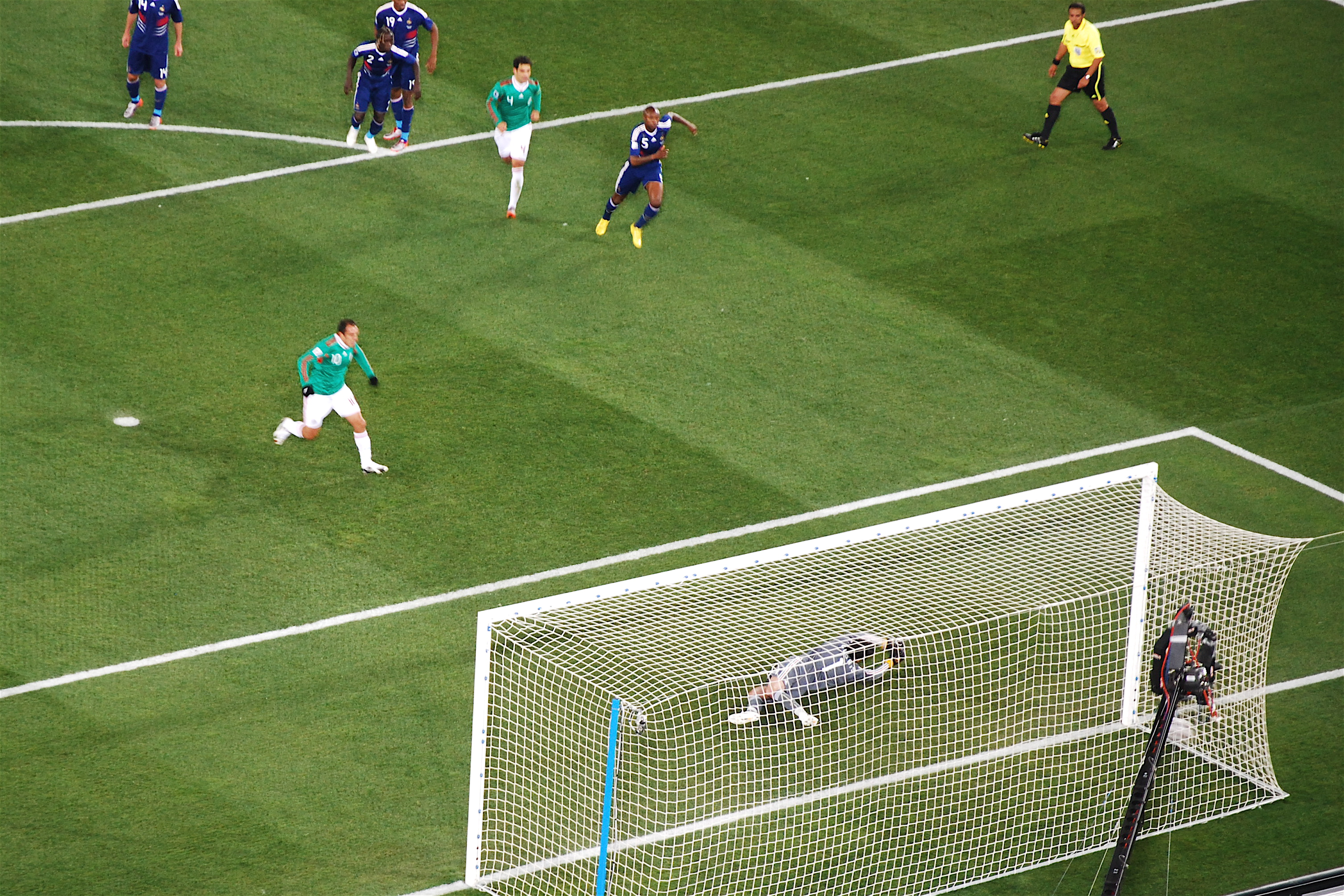
Il messicano Cuauhtémoc Blanco realizza dal dischetto la rete del definitivo 0-2 in -; per i bleus fu la prima delle due sconfitte al

Dopo un biennio tra alti e bassi, la Francia riuscì a centrare la qualificazione al campionato del mondo 2010 in Sudafrica solo grazie alla vittoria nello spareggio contro l'Irlanda, determinato da un gol di Gallas propiziato dall'inglorioso tocco di mano di Henry che scatenò diffuse polemiche e dibattiti. In Sudafrica, falcidiata da dissidi interni (tra cui l'espulsione di Anelka dalla rosa e l'"ammutinamento" da parte dei giocatori contro Domenech), la Francia toccò il punto più basso della sua storia: dopo il pareggio a reti bianche contro l'Uruguay, la squadra di Domenech perse le restanti due partite contro il Messico (0-2) e il Sudafrica (1-2), chiudendo all'ultimo posto il proprio raggruppamento con un gol fatto e 4 subiti. La sfida con il Sudafrica fu l'ultima in nazionale per Thierry Henry, che chiuse la sua carriera con i bleus dopo 13 anni, 123 partite e 51 gol (record). A causa della débâcle sportiva, delle critiche subite sia alla vigilia sia durante il torneo e dei dissidi interni alla spedizione, inoltre, Domenech e Jean-Pierre Escalettes si dimisero dalle cariche, rispettivamente, di commissario tecnico della nazionale e di presidente della federcalcio francese.

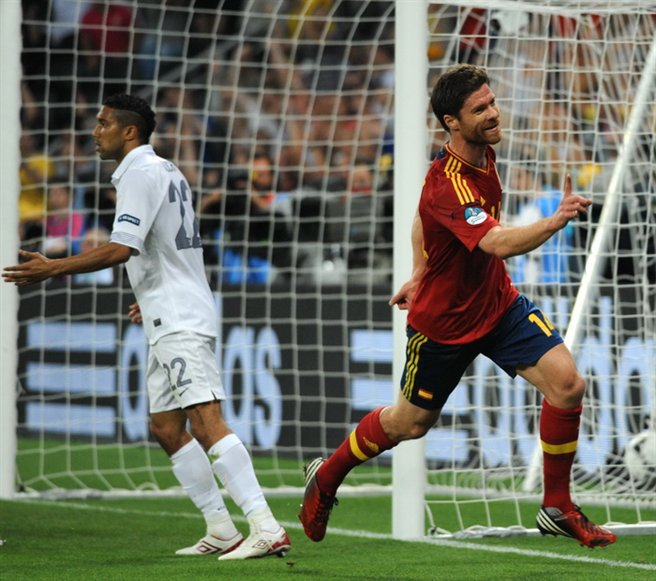
Il giocatore della Xabi Alonso esulta dopo il primo dei due gol messi a segno contro la Francia nel quarto di finale del vinto dagli iberici per 2-0

Dopo il fallimento ai mondiali in Sudafrica e l'addio di Domenech, la nazionale transalpina passò ufficialmente nelle mani di Laurent Blanc, ex tecnico del Bordeaux e campione del mondo con la Francia da giocatore nel 1998. La rinnovata rappresentativa francese riuscì ad inanellare 21 risultati utili consecutivi e condusse agevolmente il suo girone eliminatorio per il campionato d'Europa 2012 in Polonia e Ucraina. Il nuovo corso della nazionale fu tuttavia contraddistinto anche da alcune controversie dopo la pubblicazione di una registrazione rubata in cui Blanc si esprimeva in favore di quote che limitassero il numero di giocatori con doppia nazionalità nei centri di formazione nazionale. Il commissario tecnico fu accusato di razzismo e costretto a scusarsi. Agli Europei, la Francia chiuse la fase a gironi al secondo posto, davanti all'Inghilterra. Dopo l'1-1 all'esordio contro gli inglesi i Bleus sconfissero 2-0 l'Ucraina e persero col medesimo risultato contro la Svezia. Questa partita mise fine all'imbattibilità della squadra di Blanc che chiuse poi il torneo al turno successivo, ai quarti di finale, con la sconfitta per 2-0 contro la Spagna campione del mondo e d'Europa in carica.

### 2012-2018: vice-campioni d'Europa e campioni del mondo
Pochi giorni dopo Blanc rassegnò le dimissioni e fu sostituito da Didier Deschamps, ex allenatore di Juventus e Marsiglia, nonché capitano del ciclo vincente dei bleus dal 1998 al 2000. Con Deschamps si andò a completare il ricambio generazionale cominciato da Blanc, ma anche il neo commissario tecnico dovette fare i conti con una serie di controversie, tutte gestite in nome dell'equilibrio del gruppo. 

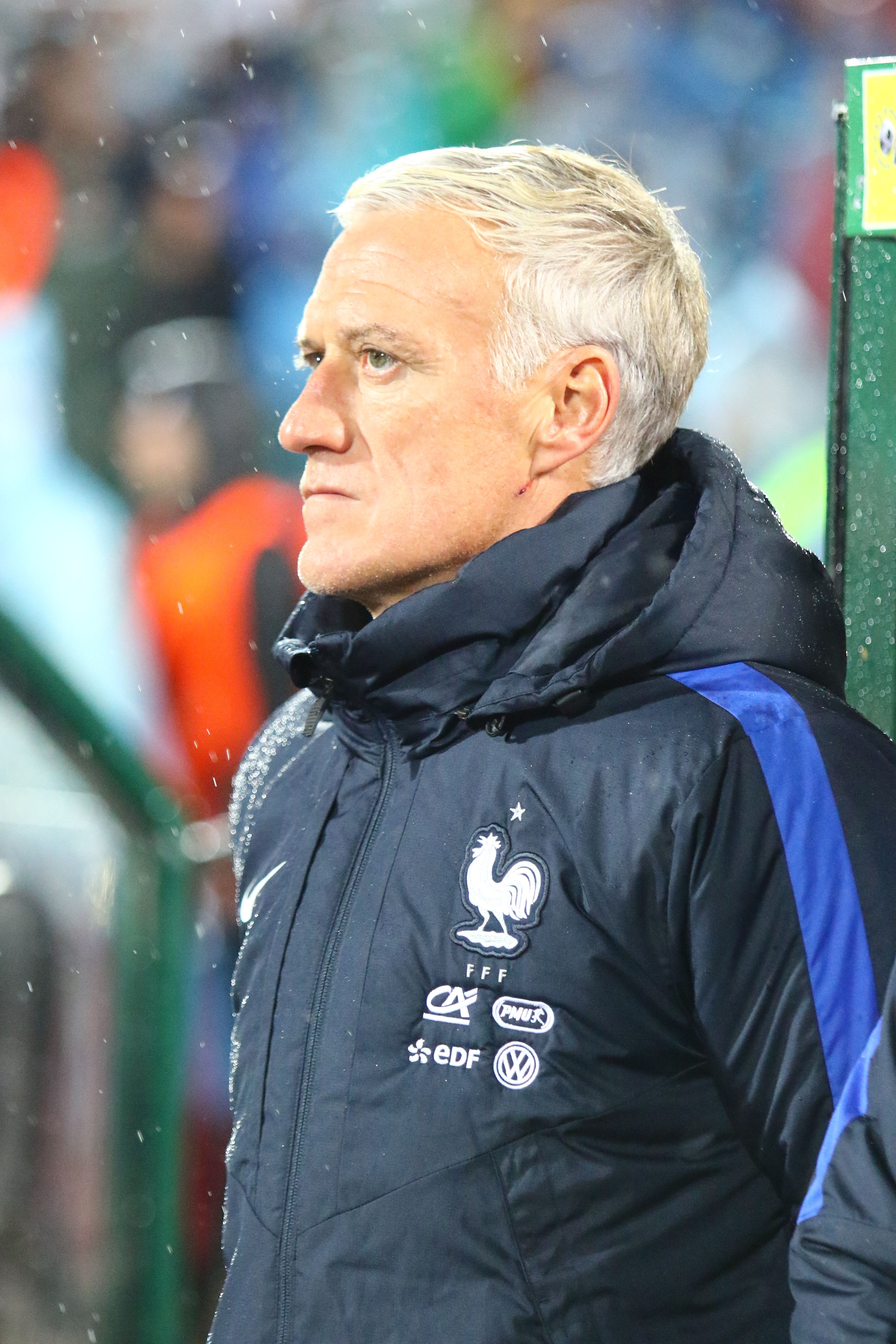
Didier Deschamps, dapprima giocatore e capitano della Francia a cavallo degli anni 1990 e 2000, poi C.T. al vittorioso campionato del mondo del 2018

La Francia riuscì a centrare la qualificazione al campionato del mondo 2014 in Brasile solo grazie alla vittoria nello spareggio contro l'Ucraina, vincendo per 3-0 la partita di ritorno e ribaltando il risultato di 0-2 subito all'andata. Pur privata di uno dei punti fermi della rosa come Franck Ribéry, infortunatosi alla schiena,, la squadra allenata da Deschamps chiuse la fase a gironi al primo posto grazie alle due vittorie contro Honduras (3-0) e Svizzera (5-2) e al pareggio a reti bianche contro l'Ecuador. Agli ottavi, i transalpini sconfissero la Nigeria per 2-0, prima di essere eliminati nel turno successivo con il risultato di 1-0 dalla Germania futura campionessa. Il risultato fu comunque positivo, per una squadra che soltanto quattro anni prima aveva toccato il punto più basso della sua storia recente.
Qualificata d'ufficio al campionato d'Europa 2016 in quanto nazionale del paese ospitante, la Francia era una delle squadre favorite per la vittoria finale. Dopo aver superato il girone grazie a due vittorie sofferte contro Romania (2-1) e Albania (2-0) e al pareggio per 0-0 contro la Svizzera, i padroni di casa eliminarono nell'ordine l'Irlanda, l'Islanda (5-2) e, dopo ben 58 anni, la Germania campione del mondo in carica. In finale, tuttavia, la squadra di Deschamps venne sconfitta contro ogni pronostico dal Portogallo (orfano persino di Cristiano Ronaldo per infortunio da inizio primo tempo), a causa di un gol realizzato da Éder nei tempi supplementari. Alla fine di quell'edizione, Antoine Griezmann, che aveva trascinato i Bleus alla finale con i suoi gol, si laureò capocannoniere e miglior giocatore del torneo.

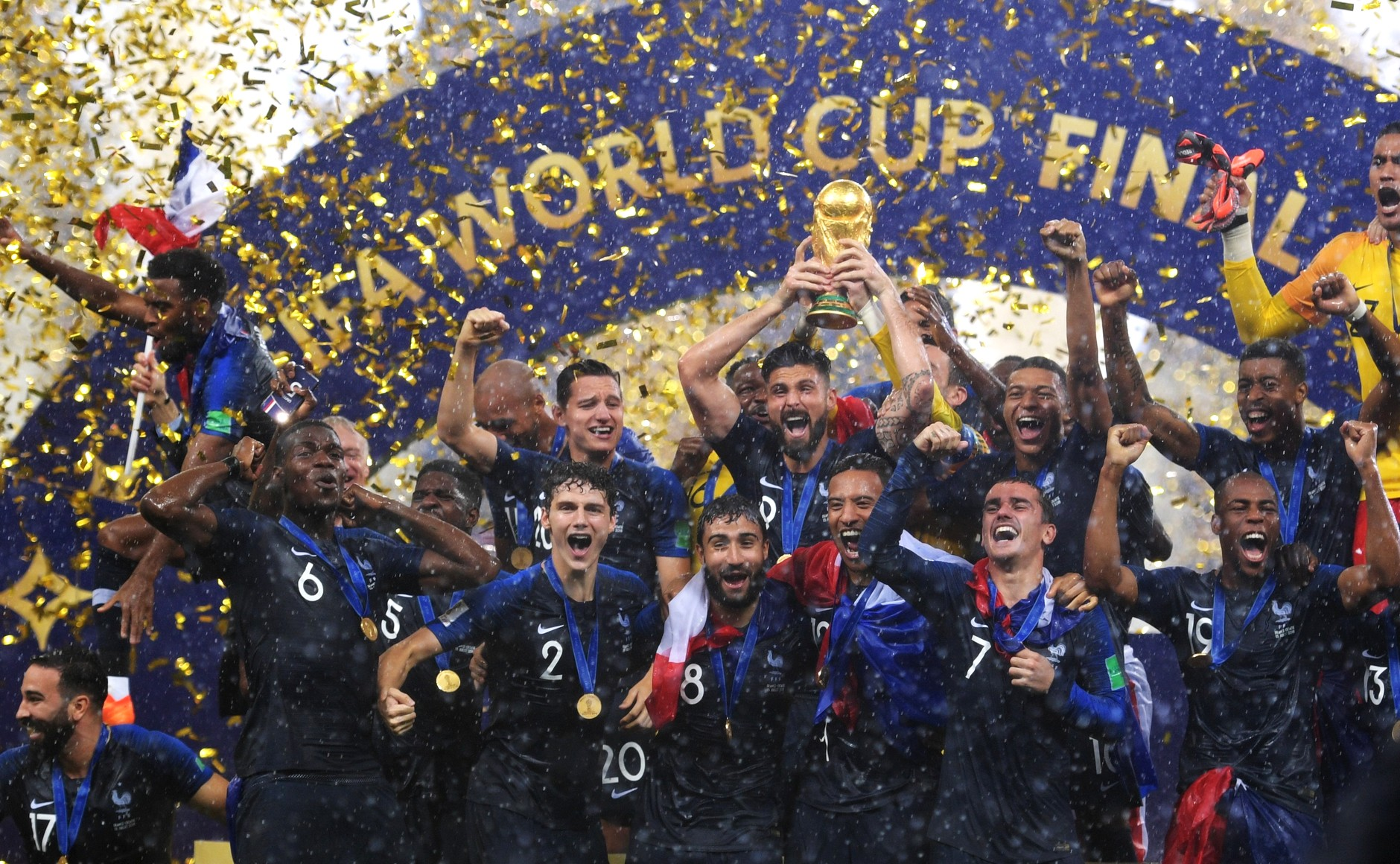
I bleus celebrano la vittoria del dopo la vittoriosa finale contro la

Dopo l'amara sconfitta nella finale casalinga, la Francia fu impegnata nelle qualificazioni per il campionato del mondo 2018 in Russia. La squadra di Deschamps si assicurò all'ultima giornata la sua quindicesima qualificazione ad un mondiale, grazie al primo posto nel proprio girone di qualificazione con quattro punti di vantaggio su Svezia e Paesi Bassi. Nella fase finale del torneo, i bleus sconfissero Australia (2-1) e Perù (1-0) per poi pareggiare contro la Danimarca (0-0) ed assicurarsi la vittoria del girone e la qualificazione alla fase ad eliminazione diretta. In seguito sconfissero due squadre sudamericane, l'Argentina negli ottavi (4-3) e l'Uruguay nei quarti (2-0), prima di vincere contro il Belgio (1-0) e qualificarsi alla finale, la terza dopo quella vinta nel 1998 e quella persa nel 2006. A vent'anni di distanza dall’ultimo mondiale vinto, allo stadio Lužniki di Mosca la Francia batté la Croazia per 4-2 con gol di Griezmann, Pogba e Mbappé, aggiudicandosi il suo secondo titolo mondiale. Deschamps divenne il terzo allenatore dopo Mário Zagallo e Franz Beckenbauer a conquistare il trofeo dopo averlo vinto da giocatore.
Dopo il mondiale vinto in Russia, la Francia fu impegnata nella Lega A di UEFA Nations League 2018-2019, dove trovò nel proprio girone Germania e Paesi Bassi. Malgrado il buon inizio (un pari in casa della Germania e due vittorie per 2-1 in casa contro olandesi e tedeschi), la Francia fallì la qualificazione alla final four del torneo a causa della sconfitta nell'ultimo incontro in casa dei Paesi Bassi (primo rovescio per i transalpini dopo quello in amichevole contro la Colombia del marzo 2018) e del successivo pari degli oranje in casa dei tedeschi, che valse ai Paesi Bassi il primo posto nel girone.

## Anni 2020

### 2020-2022: la vittoria della UEFA Nations League e l'argento mondiale

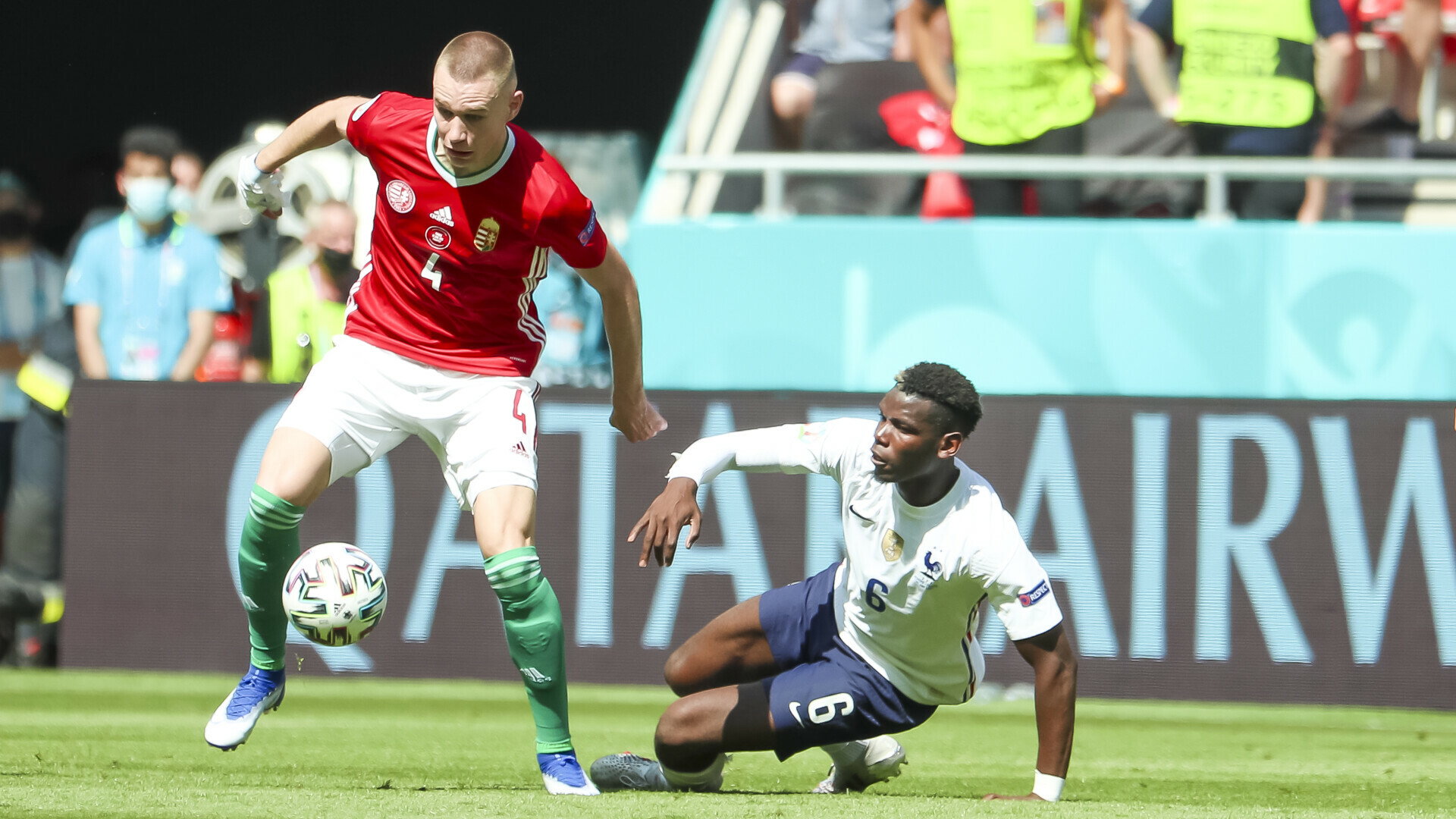
Una fase di gioco di -Francia nella seconda giornata della fase a gironi di : a sinistra l'ungherese Attila Szalai, a destra il francese Paul Pogba

Il sorteggio per le qualificazioni al campionato d'Europa 2020 vide la Francia inserita nel girone comprendente, tra le altre, anche Islanda e Turchia. Con 8 vittorie, un pareggio e una sconfitta (in casa dei turchi), la squadra di Deschamps vinse il raggruppamento, ottenendo la qualificazione alla fase finale del torneo. Inserita in un complicato girone con Germania, Ungheria e Portogallo, nella fase finale, tenutasi nel 2021 a causa del posticipo imposto dalla pandemia di COVID-19, la selezione francese, indicata da molti osservatori come la principale candidata alla vittoria finale, debuttò battendo per 1-0 la Germania, poi colse due pareggi (1-1 contro gli ungheresi e 2-2 contro i lusitani) che le consentirono di vincere il girone. Agli ottavi di finale i Bleus trovarono la Svizzera, che fermò gli uomini di Deschamps sul pareggio per 3-3 anche dopo i tempi supplementari; ai tiri di rigore gli elvetici prevalsero per 5-4, con errore decisivo di Kylian Mbappé, che causò la clamorosa eliminazione dei francesi dall'europeo.
Qualificatasi già a novembre 2020 alle final four della UEFA Nations League 2020-2021, la Francia batté, in rimonta, Belgio (3-2) in semifinale e la Spagna (2-1) in finale, aggiudicandosi il trofeo per la prima volta nella sua storia. Dopodiché i Bleus ottennero autorevolmente la qualificazione al campionato del mondo 2022 con cinque vittorie e tre pareggi in otto partite, ma delusero nella UEFA Nations League 2022-2023, chiudendo il girone di Lega A al terzo posto ed evitando in tal modo la retrocessione in Lega B.

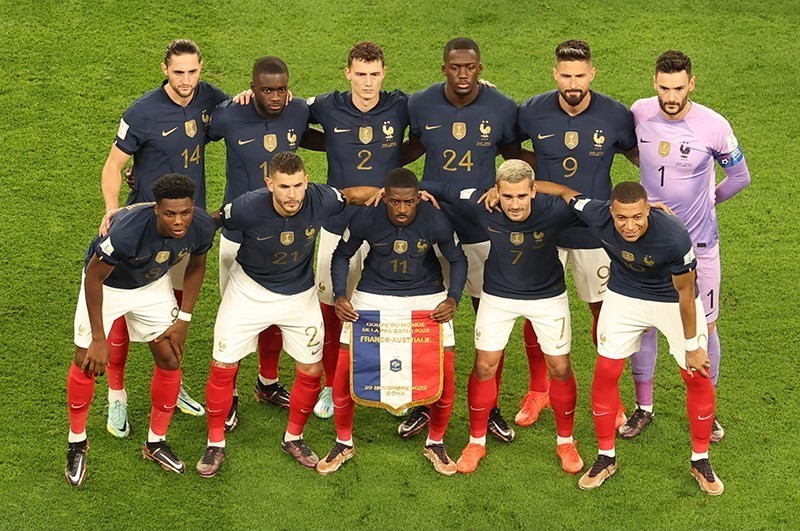
La vittoriosa formazione della Francia scesa in campo contro l' nella partita d'esordio del mondiale di

Nonostante l'assenza di molti giocatori per infortunio, tra cui Karim Benzema, fresco vincitore del Pallone d'oro 2022, la Francia fu grande protagonista al mondiale di Qatar 2022. Nella fase a gironi i galletti esordirono con una convincente vittoria contro l'Australia (4-1) e ottennero la qualificazione al turno successivo battendo la Danimarca (2-1), successo che rese ininfluente la sconfitta contro la Tunisia (0-1) all'ultimo turno della fase a gironi. Agli ottavi di finale eliminarono la Polonia (1-3) con una doppietta di Giroud, che superò Henry e divenne il miglior marcatore di tutti i tempi della nazionale transalpina. I quarti di finale misero di fronte Francia e Inghilterra per la prima volta in un campionato del mondo e a prevalere furono i Bleus, impostisi per 2-1. In questa partita il capitano Hugo Lloris superò Lilian Thuram e divenne il primatista di presenze nella nazionale francese. Sconfitto anche il Marocco in semifinale, i francesi si qualificarono per la quarta volta, la seconda consecutiva, alla finale del mondiale. In finale la Francia affrontò l'Argentina della stella Lionel Messi. La sfida parve indirizzarsi verso un esito negativo già nel primo tempo, chiusosi con il parziale di 2-0 per l'Albiceleste, ma nel secondo tempo, nello spazio di due minuti, Kylian Mbappé, con una doppietta, riequilibrò il punteggio, portando la sfida ai tempi supplementari. Qui i sudamericani trovarono il nuovo vantaggio, ma lo stesso Mbappé rispose con un'altra rete, diventando il secondo calciatore (dopo l'inglese Geoff Hurst a Inghilterra 1966) a siglare una tripletta nella finale di un campionato del mondo. Ai tiri di rigore i francesi fallirono due dei quattro tentativi dal dischetto, mentre gli argentini trasformarono in rete tutti e quattro i tentativi, relegando i transalpini al secondo posto.

### 2023-2024: la semifinale all'europeo
La campagna francese nella UEFA Nations League 2022-2023 fu, invece, del tutto fallimentare, con i bleus che chiusero al terzo posto il proprio girone di Lega A con una vittoria, due pareggi e tre sconfitte, a un solo punto dall'Austria ultima, evitando così per il rotto della cuffia la retrocessione in Lega B.
Il 18 novembre 2023, in una gara di qualificazione al campionato d'Europa 2024, la Francia batté Gibilterra per 14-0, stabilendo la vittoria più larga nella storia della nazionale. Le qualificazioni all'europeo terminarono con i francesi primi classificati nel girone, avendo vinto sette delle otto gare giocate (un pareggio), con 29 reti segnate e solo 3 subite. Nella fase finale del torneo, pur non destando una grande impressione e andando in rete solo su autogol, la nazionale guidata da Deschamps superò il girone da seconda classificata, battendo l'Austria (1-0) e pareggiando con i Paesi Bassi (0-0) e la già eliminata Polonia (1-1), per poi eliminare agli ottavi di finale il Belgio (1-0) e ai quarti di finale il Portogallo (0-0 dopo i tempi supplementari, 5-3 ai tiri di rigore). In semifinale i bleus furono sconfitti dalla Spagna (1-2) ed eliminati.
Nella UEFA Nations League 2024-2025 i francesi, inseriti nel girone di Lega A con Italia, Belgio e Israele, iniziarono con una sconfitta casalinga per 1-3 contro gli italiani, cui contesero il primato nel raggruppamento fino all'ultima giornata. Il successo con due gol di scarto (1-3) ottenuto a Milano nell'ultimo impegno consentì ai bleus, già qualificati insieme agli azzurri prima della gara, di vincere il girone e accedere ai quarti di finale del torneo da teste di serie. Eliminata la Croazia (2-2 tra andata e ritorno, 5-4 ai tiri di rigore), i francesi uscirono di scena in semifinale in Germania contro la Spagna campione d'Europa in carica (5-4), per poi vincere la finale di consolazione contro i padroni di casa della Germania (2-0) e aggiudicarsi il terzo posto nella competizione.